# Пищевая энергетическая ценность
Энергетическая ценность продуктов питания (калорийность) — расчётное количество тепловой энергии (измеряемое в калориях или джоулях), которое вырабатывается организмом человека или животных при усвоении (катаболизме) съеденных продуктов питания. Зависит от химического состава пищи (количества белков, жиров, углеводов и других веществ). Энергетическая ценность как правило указывается на упаковке любых продуктов, изготавливаемых промышленностью.
Для продуктов питания энергетическая ценность обычно указывается из расчёта на 100 граммов продукта, либо на 100 мл напитков, включает сведения о количестве трёх основных компонентов — БЖУ (белки, жиры, углеводы) и общую энергетическую ценность. Содержание БЖУ представлено в граммах, а калорийность — в ккал и кДж (1 ккал = 4,1868 кДж).
Калорийность пищи можно определить посредством её сжигания в калориметре. Но чаще используется химический метод: выясняется, сколько в веществе воды и минеральных несгораемых остатков, а также сколько в нём содержится белков, углеводов и жиров, чья калорийность известна: у жира это 9 ккал на 1 грамм, а у белка и углеводов — 4 ккал на 1 грамм. Из пищи можно последовательно извлекать все эти вещества, а можно разделить пробу на несколько частей и узнать содержание веществ по отдельности. Сколько в пище белков, можно узнать методом Кьельдаля: определяется количество азота и по коэффициентам высчитывается белок (в жирах и углеводах азота нет). Затем, после высушивания и сжигания, высчитывается количество воды и зольных остатков, а количество углеводов — это разница между общей массой и количеством воды, золы, белков и жиров. 
| Компонент пищи                                | кДж/г | ккал/г |
| --------------------------------------------- | ----- | ------ |
| Жиры                                          | 38,9  | 9,29   |
| Белки                                         | 17,6  | 4,2    |
| Углеводы                                      | 17,6  | 4,2    |
| Карбоновые кислоты (лимонная кислота и др.)   | 9,2   | 2,2    |
| Многоатомные спирты (глицерин, подсластители) | 10    | 2,4    |
| Этиловый спирт                                | 29,7  | 7,1    |
| Пищевые волокна                               | 8     | 1,9    |

| Блюда и продукты            | ккал/100 г |
| Твёрдый сыр                 | 352        |
| Сёмга                       | 222        |
| Говяжье азу                 | 215        |
| Отварное филе курицы        | 153        |
| Салат с крабовыми палочками | 128        |
| Вареники с картошкой        | 125        |
| Гороховый суп               | 66         |
| Борщ                        | 50         |

Впервые пищевая энергетическая ценность была определена в 1870-х годах американским химиком Уилбуром Этуотером.
У взрослых мужчин ежедневная потребность в энергии варьируется от 2100 до 4200 ккал, а у женщин — от 1800 до 3050 ккал. Эти вариации зависят от индивидуальных физических нагрузок, роста и веса и поэтому, чтобы рассчитать свой метаболический уровень и понять, как следует питаться для того, чтобы избежать ожирения, советуют пользоваться формулой Миффлина-Джеора. Она, в отличие от другой популярной формулы Харриса-Бенедикта, впервые выведенной в 1919 году, учитывает то, как изменился образ жизни людей за несколько десятилетий.